# Chilicola prosopoides
Chilicola prosopoides är en biart som först beskrevs av Adolpho Ducke 1907.  Chilicola prosopoides ingår i släktet Chilicola och familjen korttungebin. Inga underarter finns listade i Catalogue of Life.